# Micrurus latifasciatus
Micrurus latifasciatus (довгосмугий кораловий аспід) — вид отруйних змій родини аспідових (Elapidae). Мешкає в Мексиці і Гватемалі.

## Поширення і екологія
Довгосмугий коралові аспіди мешкають на низьких і помірних тихоокеанських схилах від південно-східної Оахаки на південний схід через Чіапас до східної Гватемали. Вони живуть у вологих тропічних лісах, на висоті від 300 до 1280 м над рівнем моря.